# Girls’ Generation-TTS

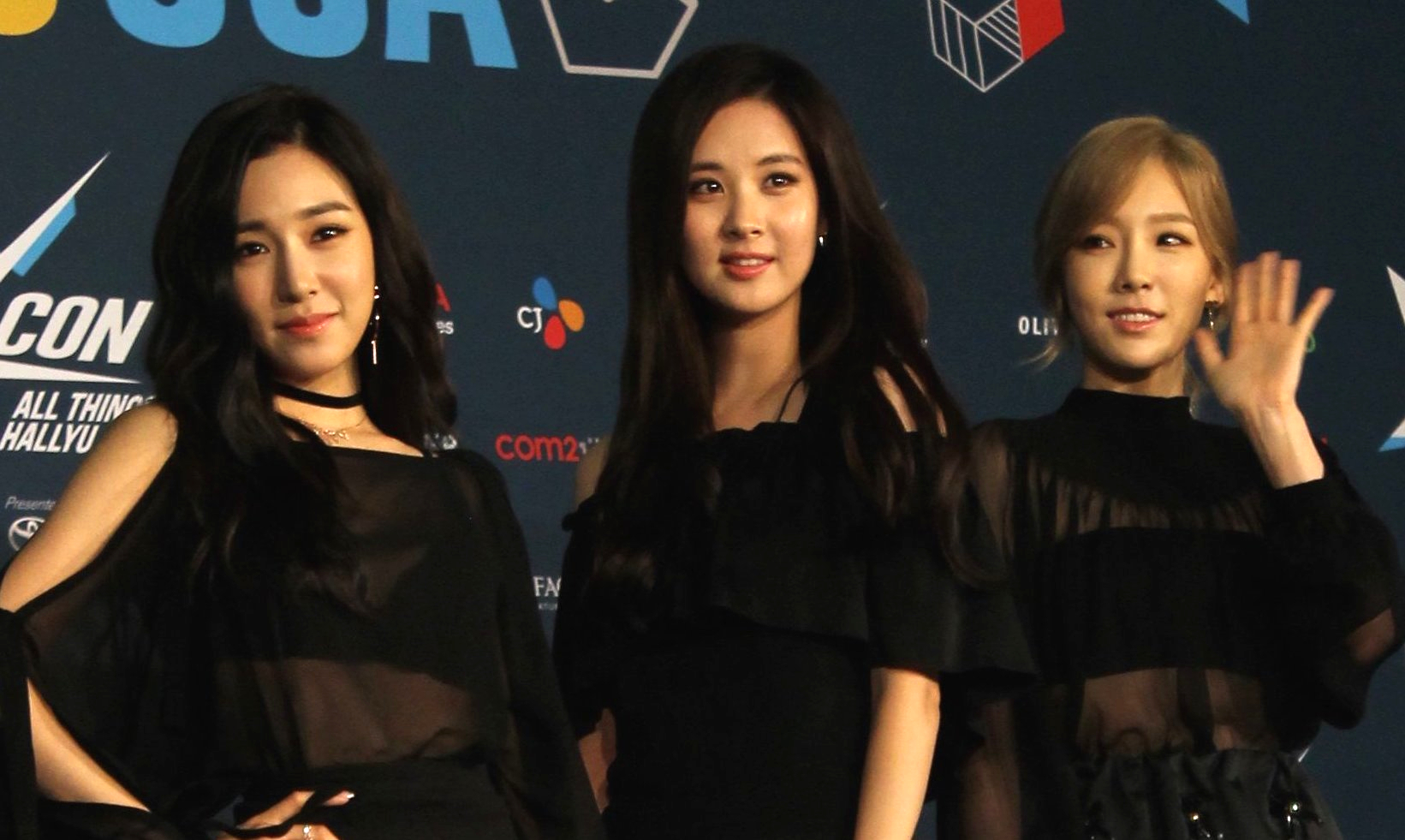
Tiffany, Seohyun, Taeyeon (von links nach rechts)

Girls’ Generation-TTS, auch bekannt als Girls’ Generation-TaeTiSeo oder TaeTiSeo, ist eine südkoreanische K-Pop Girlgroup. Sie ist die erste Sub-Band der Girlgroup Girls’ Generation und wurde (wie schon die Hauptgruppe) vom Musiklabel S.M. Entertainment gebildet. Der Name der Gruppe setzt sich aus den Anfangsbuchstaben der drei Sängerinnen, Taeyeon, Tiffany und Seohyun zusammen.

## Geschichte
Girls’ Generation-TTS wurde am 19. April 2012 vom koreanischen Unterhaltungsunternehmen S.M. Entertainment als erste Untergruppe der Girlgroup Girls’ Generation offiziell angekündigt und besteht aus drei Girls’ Generation-Künstlerinnen, Taeyeon, Tiffany und Seohyun.
Die erste Single, Twinkle, wurde am 29. April 2012 veröffentlicht, das einen Tag später auf der Video-Plattform YouTube veröffentlichte Musikvideo verzeichnete über 10 Millionen Klicks in der ersten Woche.
Am 2. Mai erschien dann die erste EP auf CD (ebenfalls Twinkle genannt). Dieses erste Album erreichte, wie zuvor die gleichnamige Single, die Spitze der südkoreanischen Charts.
Twinkle erreichte den 126. Platz der US-amerikanischen Billboard 200, die höchste Platzierung einer koreanischen Band bislang.

## Diskografie
Singles
- 2012: Twinkle
- 2014: Whisper
- 2014: Holler
- 2015: Dear Santa

EPs
- 2012: Twinkle
- 2014: Holler
- 2015: Dear Santa